# Sandra Fernández Herranz
Sandra Fernández Herranz (Palma, 24 d'octubre de 1980) és una política balear, ex-consellera del Govern de les Illes Balears i diputada al Parlament de les Illes Balears en la IX legislatura.

## Biografia
Llicenciada en dret per la Universitat de les Illes Balears. Militant del Partit Popular de les Illes Balears des de 2002 i secretària general de Nuevas Generaciones de les Illes Balears. Del 2002 en el 2005 treballà per a l'Institut de Serveis Socials i Esportius de Mallorca (actualment Institut Mallorquí d'Assumptes Socials, IMAS). A les eleccions municipals espanyoles de 2007 i 2011 fou escollida regidora de l'ajuntament de Palma, i en 2011 fou tinent de Batle de l'Àrea de Benestar Social, Immigració i Participació. El 2 de maig de 2013 fou nomenada Consellera de Família i Serveis Socials del Govern de les Illes Balears.
Fou escollida diputada per Mallorca a les eleccions al Parlament de les Illes Balears de 2015. És vicepresidenta de la Comissió de Salut del Parlament Balear.